# Château de la Dauphine
 (avril 2018).
Le château de la Dauphine est une propriété viticole du Bordelais, situé à Fronsac, en Gironde, France.

## Histoire de la propriété

### Notoriété du Fronsadais
Au XVIIe siècle le cardinal de Richelieu, duc de Fronsac, joua un rôle majeur dans le développement de la notoriété des vins de l’appellation du Fronsadais.
Cette notoriété fut accentuée grâce à son petit neveu, Armand-Jean de Vignerot du Plessis, courtisan à la cour de Louis XV et gouverneur de Guyenne. Ce dernier présenta les vins au Roi, qui devinrent ses préférés et donc les plus prisés et les plus chers de France, bien avant ceux de Saint-Émilion.

### Construction du château
L’histoire de la propriété remonte quant à elle au XVIIIe siècle. Le château est construit entre 1744 et 1750 pour le compte de Jean-Baptiste De Richon, avocat au Parlement de Paris, Juge Civil et Criminel du Duché de Fronsac.
Peu de temps après la construction du château, Marie-Josèphe de Saxe, la dauphine de France, épouse de Louis de France (le dauphin, fils de Louis XV), et mère des derniers rois de France dont Louis XVI, y séjourne quelques jours.
Cette visite royale donna le nom actuel du Château, celui de La Dauphine.

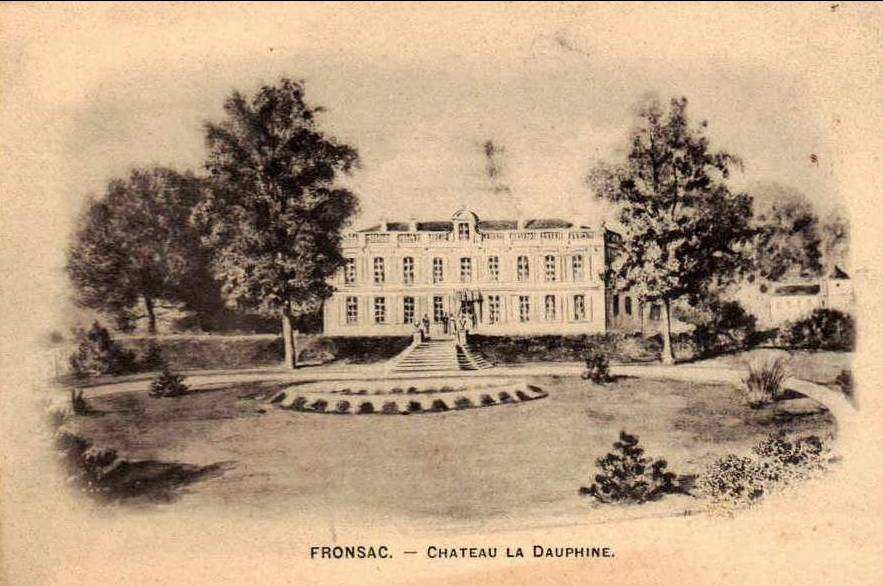
Le Château de la Dauphine vers 1900.

La propriété est passée entre de nombreuses familles telles que :
- la famille Olliver, conseiller du Roi, Greffier en chef des finances de Guyenne au XVIIIe siècle ;
- la famille Marcettau de Brem descendant de la famille Olivier du XVIIIe jusqu'en 1985 ;
- la famille Moueix, célèbre négociant, propriétaire du Château Pétrus, de 1985 à 2000 ;
- la famille Halley (notamment Jean Halley, ancien dirigeant et cofondateur du groupe Promodès) de 2000 à 2015.

Dernièrement, en 2015, elle est achetée par Jean-Claude Labrune, le fondateur de Cegedim. Une acquisition réalisée à travers SCB, le holding familial qui détient 56 % du numéro un français du logiciel médical (500 millions d’euros de chiffre d’affaires et emploie 3.500 personnes) et également une partie du « Quotidien du Médecin ».
Tout en continuant les efforts entrepris au cours des quinze dernières années par son précédent propriétaire, le château poursuit une stratégie pour produire un grand vin en biodynamie sur son terroir.

## Le vignoble

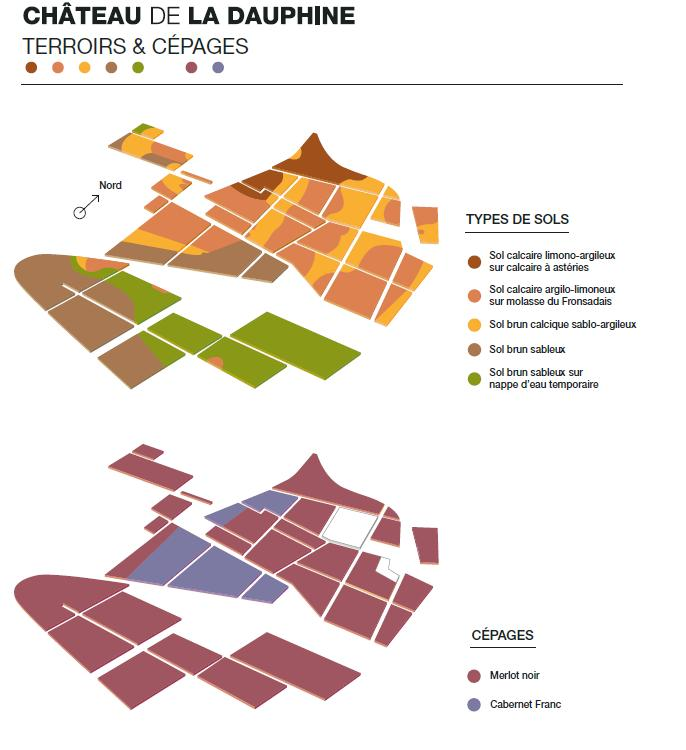
Terroirs et cépages

### Terroir
Le vignoble occupe une surface de 53 hectares de vignes, Il s’agit d'une grande propriété du Libournais.
Sur la totalité du vignoble, on trouve 14 types de sols regroupés en trois grandes familles :
- plateau argilo-calcaire sur calcaire à astéries,
- une cote argilo calcaire sur molasse du fronsadais peu profonde,
- un pied de cote argilo limoneux sableux sur sous-sol argileux[7].

### Conversion en biodynamie
Depuis 2012, le Château de La Dauphine s’inscrit dans la démarche de l’Agriculture biologique en biodynamie pour un plus grand respect de la Nature et de l’Homme. Les bases de la biodynamie ont été posées par le philosophe Rudolf Steiner dans une série de conférences données aux agriculteurs en 1924,.
Ces principes d'agriculture biologique s’étendent jusqu’aux bâtiments techniques. Le Château possède un cuvier circulaire à gestion gravitaire du raisin avec un bras mobile unique à Bordeaux, les baies se déversent naturellement dans chacune des cuves par gravité pour conserver une qualité optimale du fruit, le bras mobile permet ensuite la gestion parcellaire de la vendange.

## Les vins
Le Château de La Dauphine produit principalement deux vins rouges, le Château de La Dauphine (85 % Merlot, 15 % Cabernet Franc) et le Delphis de La Dauphine (100 % Merlot).

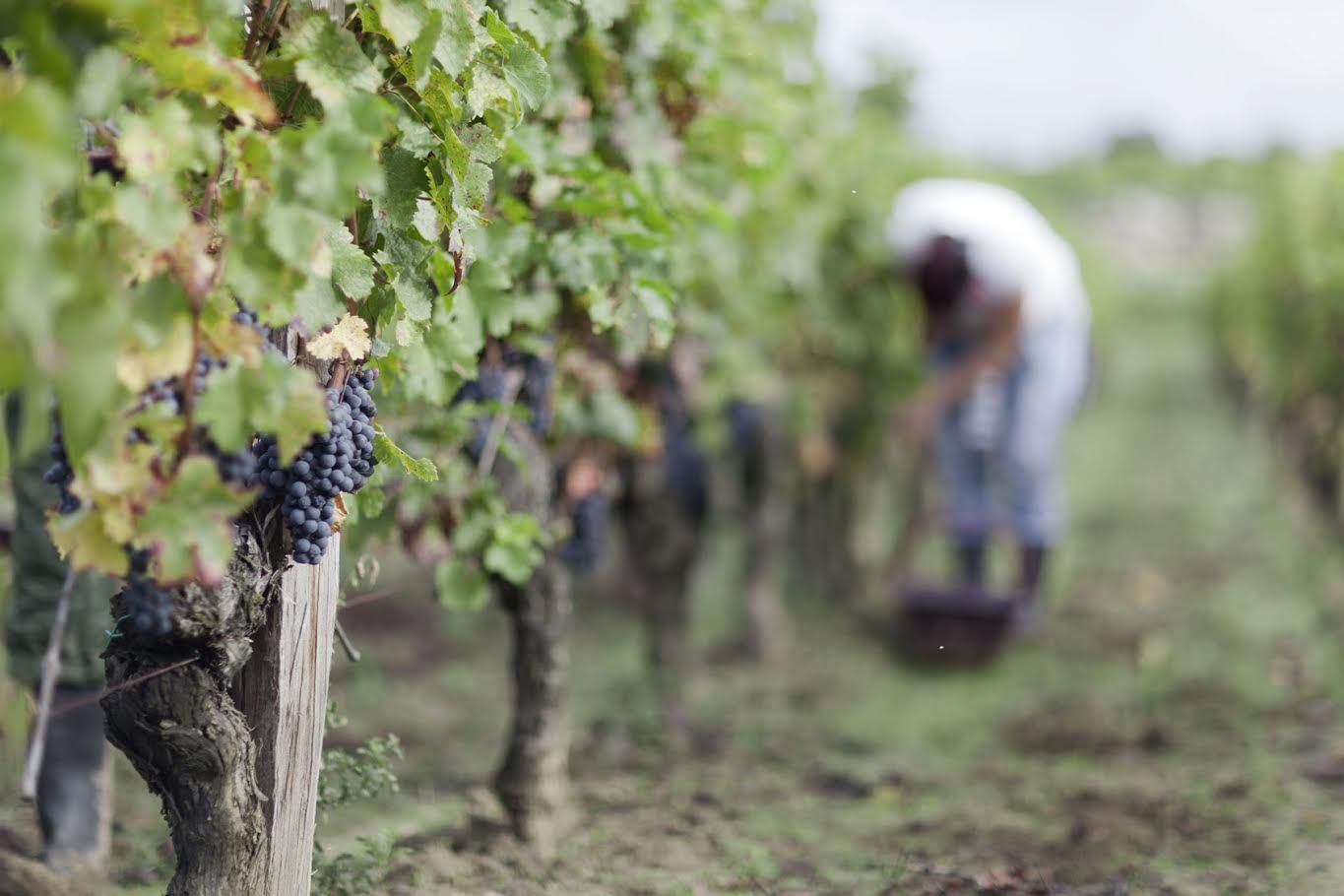
Vignes du Château de la Dauphine.

## Installations
Jean Halley, propriétaire du Château de la Dauphine de 2000 à 2015, a réalisé d’importants investissements dans les vignes et les équipements. Notamment un cuvier circulaire fonctionnant par gravité, et un chai à barriques semi-enterré.

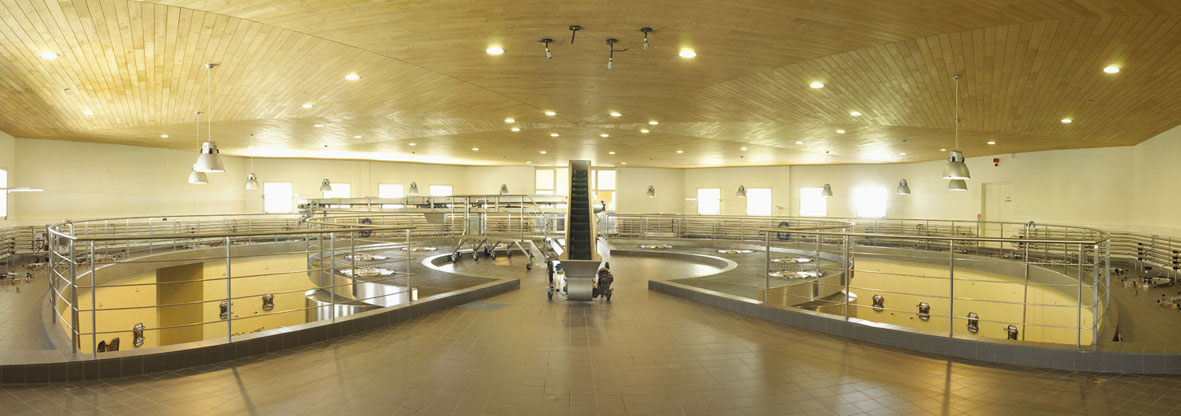
Cuvier circulaire à gestion gravitaire

## Galerie

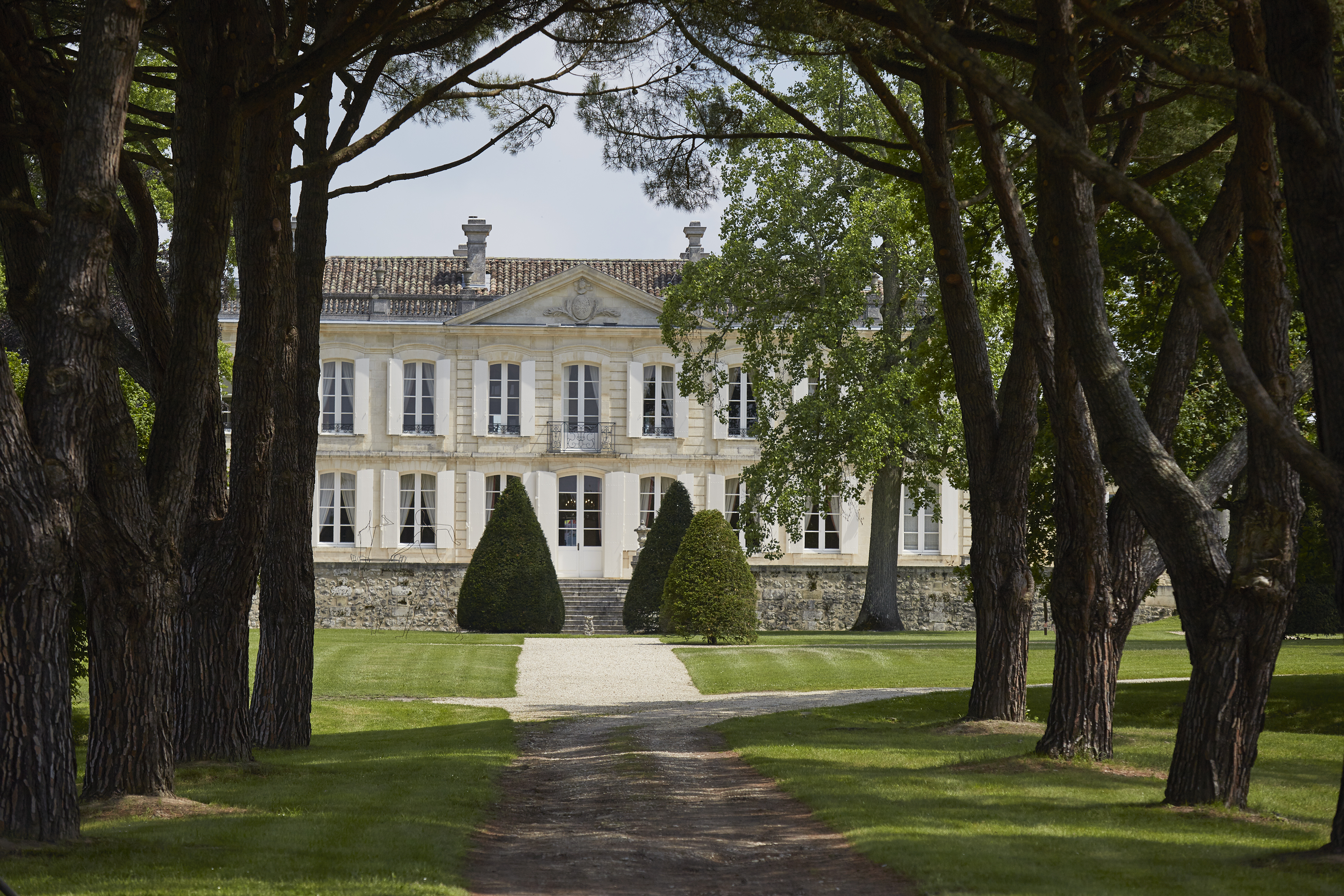
Château de la Dauphine (Façade)
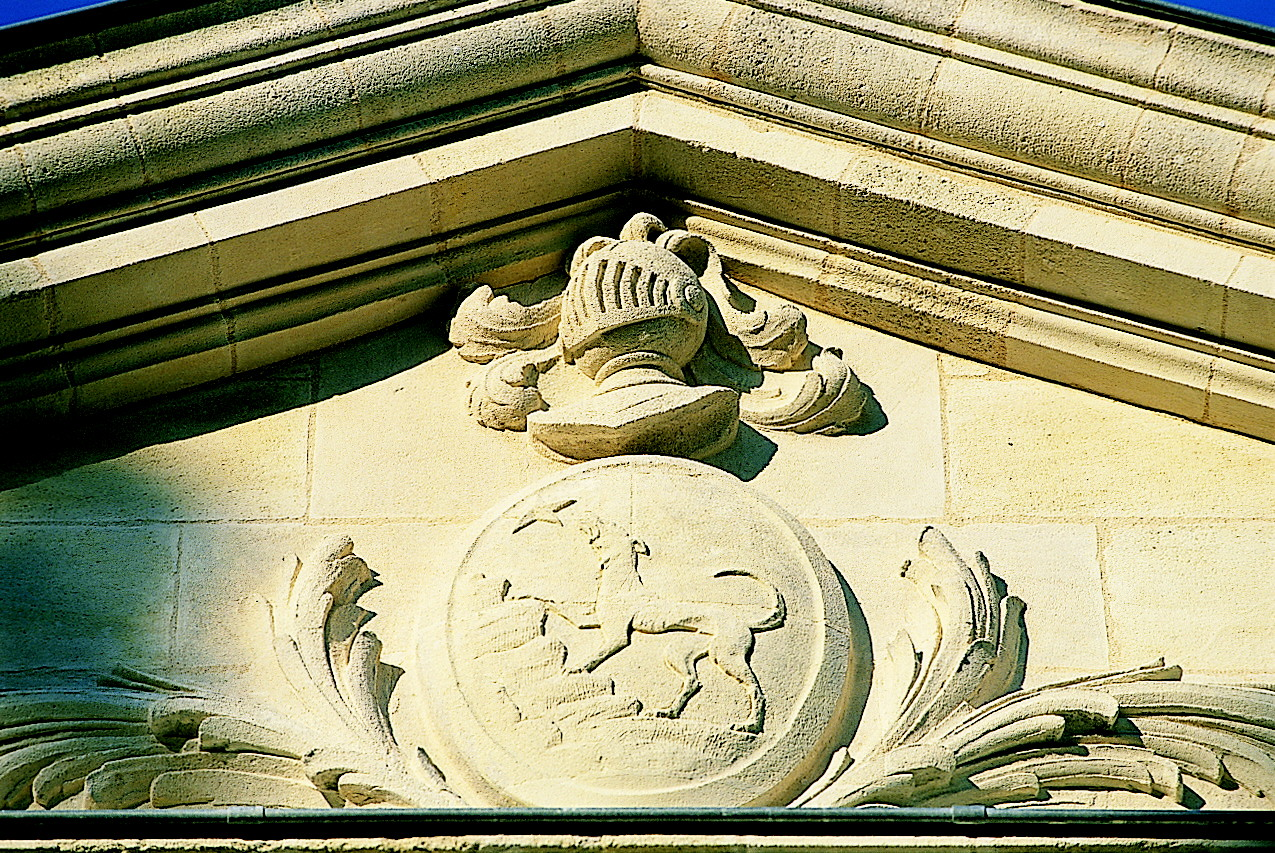
Fronton aux armoiries de la famille de Richon
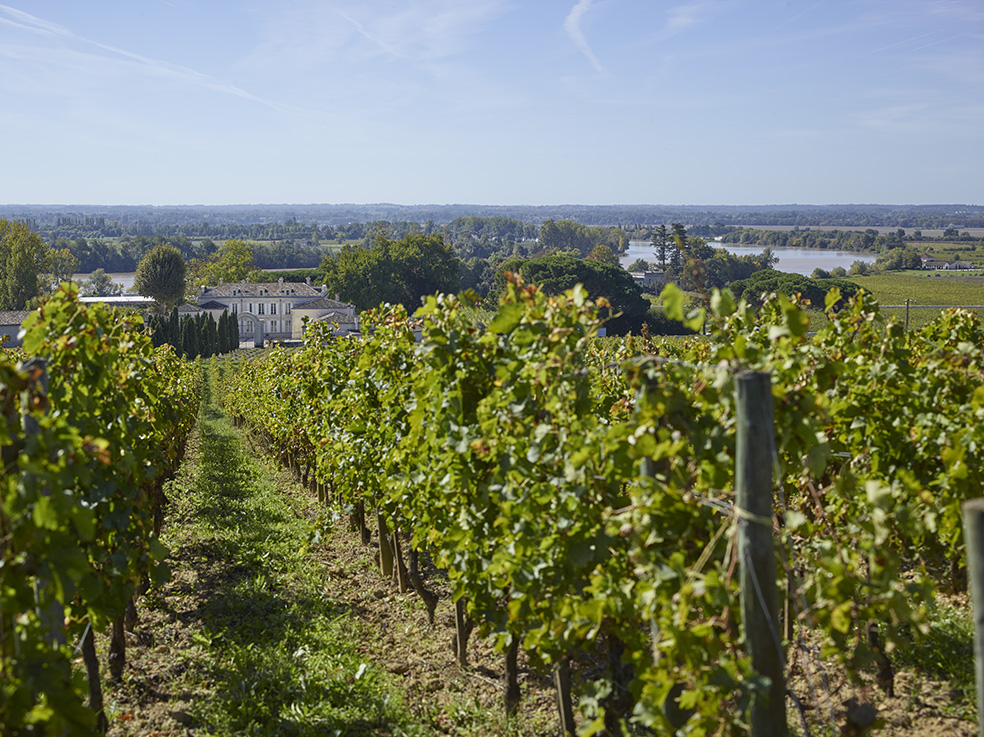
Les vignes
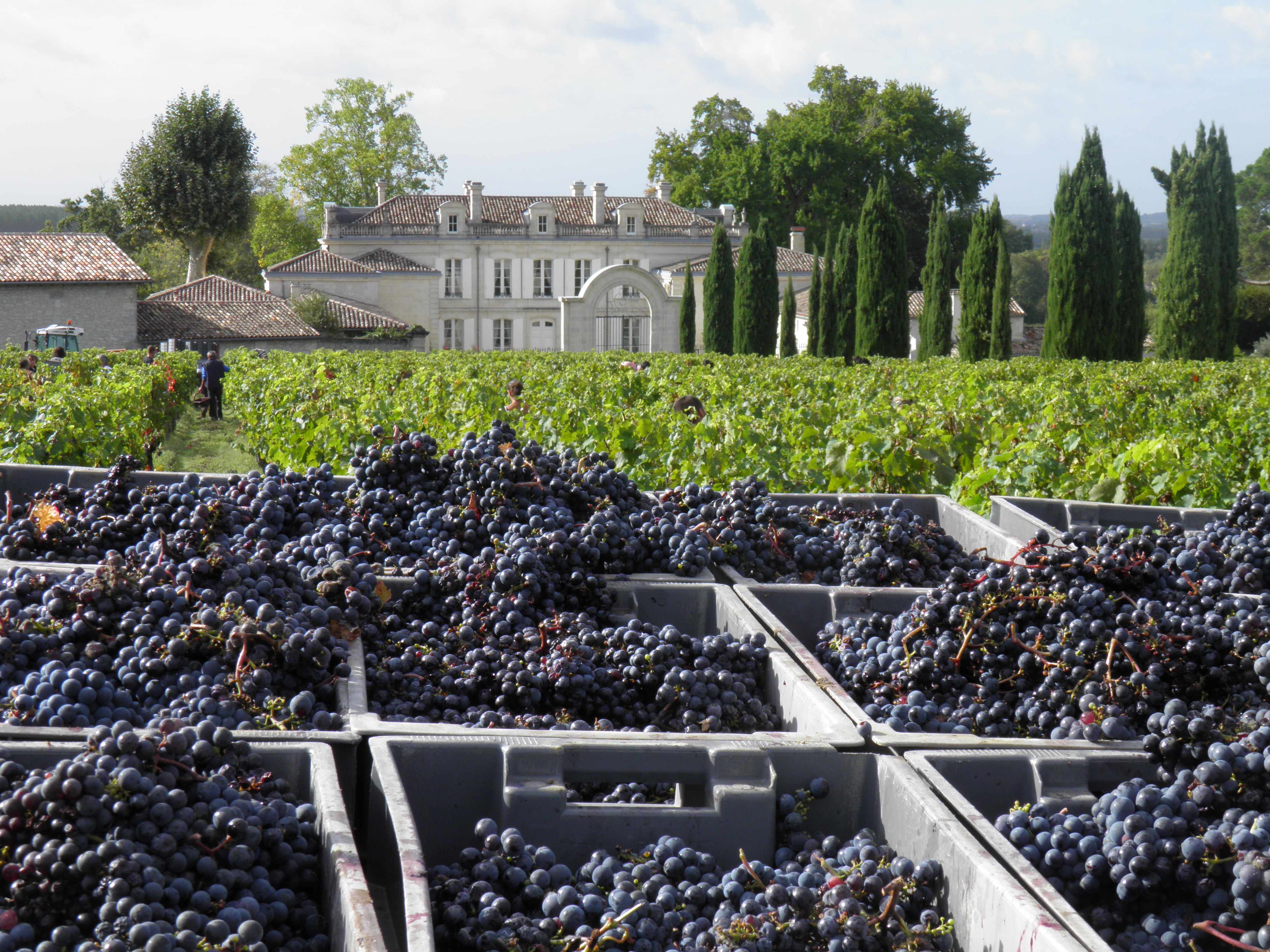
Vendanges au château de La Dauphine
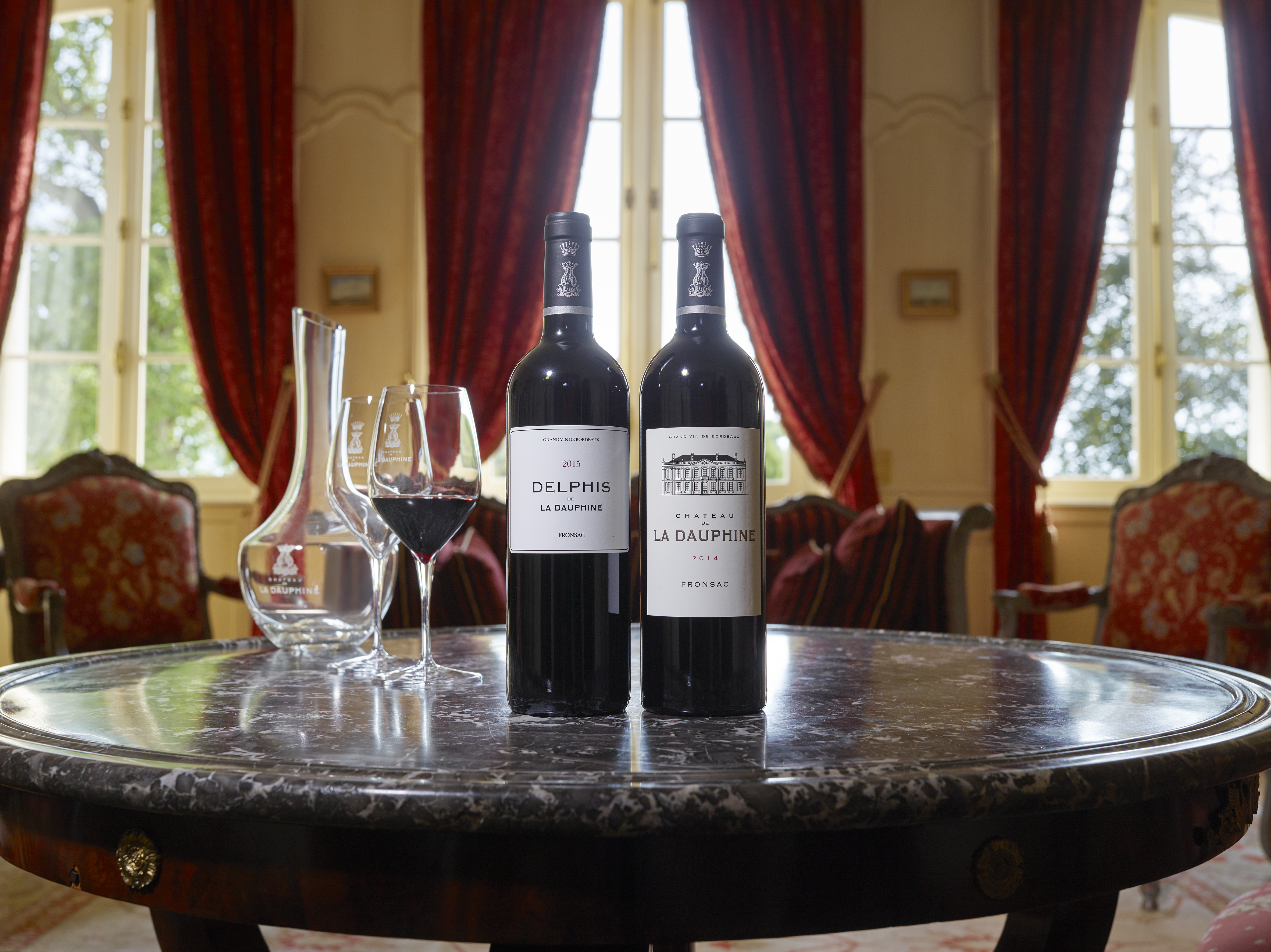
Les vins de la propriété